# Paraná (Argentina)
 For alternative betydninger, se Paraná (flertydig). (Se også artikler, som begynder med Paraná)
Paraná er delstatshovedstad i provinsen Entre Ríos i det nordøstlige Argentina. Byen ligger ved floden Rio Paraná i nærheden af byen Santa Fe og har 247.863 (2010) indbyggere. Byen er en havneby, hvor der mest lastes korn, kvæg, fisk og tømmer.
Paraná blev etableret i 1730 og tjente som hovedstad i den Argentinske konføderation fra 1853 og frem til 1862.